# Hemicythere oblonga
Hemicythere oblonga är en kräftdjursart som först beskrevs av Brady.  Hemicythere oblonga ingår i släktet Hemicythere och familjen Hemicytheridae. Inga underarter finns listade i Catalogue of Life.